# Cantón de Macouria
El cantón de Macouria (en francés canton de Macouria) era una división administrativa francesa que estaba situada en el departamento y la región de Guayana Francesa.

## Composición
El cantón estaba formado por la comuna de Macouria

## Supresión de los cantones
El 31 de diciembre de 2015 los cantones de Guayana Francesa fueron suprimidos en aplicación de la ley n.º 2011-884, de 27 de julio de 2011, relativa a las colectividades de Guayana Francesa y Martinica; y específicamente de su artículo 8.º, apartado L558-3, y su comuna pasó a formar parte de la nueva sección de Grande couronne.